# Melichthys niger
Melichthys niger es una especie de peces de la familia Balistidae en el orden de los Tetraodontiformes.

## Morfología
Pueden llegar alcanzar los 50 cm de longitud total.

## Distribución geográfica
Se encuentra en las  costas del Pacífico occidental (desde Ryukyu hasta las Tuamotu), del Pacífico oriental (desde California hasta Colombia), del Atlántico occidental (desde Florida y Bahamas hasta el Brasil), del  Atlántico oriental (Santa Helena, Cabo Verde y Santo Tomé) y de las costas occidentales del Océano Índico (KwaZulu-Natal).